# Coleophora rubritaeniella
Coleophora rubritaeniella é uma espécie de mariposa do gênero Coleophora pertencente à família Coleophoridae.